# BAP Aguirre (CH-84)
L'incrociatore Aguirre è stato un'unità portaelicotteri della Marina Peruviana dopo che precedentemente aveva servito con il nome De Zeven Provinciën nella Regia Marina Olandese, cambiando diverse volte il suo nome nel corso della sua vita operativa.

## HNLMS De Zeven Provinciën (C 802)
La sua costruzione per la Marina Olandese come incrociatore leggero iniziò nel cantiere Rotterdamsche Droogdok Maatschappij di Rotterdam il 19 maggio 1939 e venne interrotta dall'occupazione tedesca dei Paesi Bassi. Battezzata in un primo momento Kijkduin e successivamente Eendracht, l'unità venne rinominata KH2 dagli occupanti tedeschi che cercarono invano di completarne la costruzione che venne ripresa dopo la seconda guerra mondiale con delle modifiche rispetto al progetto originario.
L'unità venne varata il 22 agosto 1950 entrando in servizio il 17 dicembre 1953 con il nome De Zeven Provinciën, nome che inizialmente era stato dato ad un'unità gemella che invece entrò in servizio ribattezzata con il nome De Ruyter.
Tra il 1962 e il 1964 il De Zeven Provinciën venne sottoposto a lavori di ammodernamento nel corso dei quali venne rivonvertito in incrociatore lanciamissili con l'installazione del sistema missilistico terra-aria Terrier in sostituzione delle artiglierie poppiere.
Nel 1976 venne posto in disarmo e ceduto, nell'agosto dello stesso anno, al Perù affiancando il De Ruyter che messo in disarmo nel 1972, era stato a sua volta venduto ai peruviani nel 1973 e ribattezzato Almirante Grau.

## BAP Aguirre (CH-84)
Dopo l'acquisto da parte del governo peruviano il De Zeven Provinciën venne ribattezzato Aguirre e riconvertito prima della consegna ai peruviani, nei cantieri olandesi in unità portaelicotteri. I lavori di riconversione videro la rimozione del sistema Terrier al posto del quale venne costruito un hangar fisso e un ponte di volo per elicotteri ed ebbero termine il 31 ottobre 1977. Dopo la consegna avvenuta a Den Helder il 24 febbraio 1978, quando a bordo venne per la prima innalzato il Pabellón Nacional, l'unità raggiunse la sua nuova base operativa di El Callao il successivo 17 maggio.
L'unità ben concepita era capace di trasportare 3 elicotteri ASH-3D Sea King e 2 elicotteri AB 212 ed inoltre disponeva sopra l'hangar di una coperta ausiliare di volo. Queste ed altre caratteristiche ne facevano all'epoca una nave da guerra unica nella sua classe nell'area del Pacifico dell'America Latina. Unità simili all'epoca erano l'italiana Vittorio Veneto e le sovietiche Leningrad e Moskva.
I lavori di ricostruzione ricalcarono quelli dell'unità della Royal Navy HMS Blake che inizialmente costruito come incrociatore leggero venne ultimato come incrociatore missilistico e trasformato in seguito in incrociatore portaelicotteri.
Nel corso del servizio nella Marina de Guerra del Perù ha preso parte ad importanti esercitazioni navali multinazionali tra cui la UNITAS, venendo messo in disarmo il 12 marzo 1999 e radiato nel 2000 quando venne venduto per demolizione.

### BAP Almirante Grau (CH-81)
Dal 7 agosto 1986 al 15 febbraio 1988 in concomitanza dei lavori di ammodernamento dell'Almirante Grau assunse temporaneamente il nome Almirante Grau, la matricola ed il ruolo di nave ammiraglia della flotta riprendendo il proprio nome al rientro in squadra dell'Almirante Grau.

### Nome
Il nome Aguirre è stato dato in onore del Capitano di Corvetta  Elías Aguirre Romero, eroe della Guerra del Pacifico combattuta dal Perù alla fine dell'Ottocento, caduto in combattimento l'8 ottobre 1879 durante la battaglia di Punta Angamos dopo aver assunto il comando della nave corazzata Huáscar in seguito alla morte in combattimento del comandante della nave, il Contrammiraglio Miguel Grau Seminario.
In precedenza il nome Aguirre era stato assegnato alla USS Waterman, cacciatorpediniere della Classe Cannon proveniente dalla US Navy, costruito nel 1943 che aveva partecipato alla seconda guerra mondiale nell'area del Pacifico. Messo in disarmo nel 1946 venne ceduto al Perù nel 1952 e ribattezzato Aguirre, rimase in servizio fino al 1974. Dopo essere stato radiato venne usato come bersaglio in un test del missile Exocet.
Attualmente il nome Aguirre è stato assegnato ad una fregata lanciamissili del tipo Lupo della Classe Carvajal che in precedenza aveva operato nella Marina Militare Italiana con il nome Orsa.